# Christophe Lambert (écrivain)
Pour les articles homonymes, voir Lambert et Christophe Lambert (homonymie).
Œuvres principales
- La Brèche

Christophe Lambert, né en 1969 à Châtenay-Malabry, est un écrivain français. Auteur très prolifique, il a déjà produit en quelques années près d'une trentaine de romans touchant à tous les genres : policier, aventure, fantasy ou science-fiction.

## Biographie
Après des études de cinéma, il réalise plusieurs métrages puis travaille pour la télévision (notamment pour M6) et dirige des ateliers vidéos dans les collèges. Depuis quelques années[Quand ?], il ne vit cependant plus que de sa plume et réussit à publier environ quatre ou cinq romans par an.
Il fait ses débuts en littérature en 1996, à l'âge de 27 ans, en publiant Sitcom en péril dans la collection Vertige des éditions Hachette, un roman policier pour la jeunesse teinté d'humour et de critique sociale qui se déroule dans les milieux de la télévision qu'il connait bien.
Dès la parution de son premier roman de science-fiction en 1997, dont l'action a pour cadre un bagne orbital et qui s'intitule La Nuit des mutants, il reçoit le prix Ozone.
En 2000, il quitte Hachette pour les Éditions Mango, suivant Denis Guiot qui y devient le nouveau directeur de la collection Autre monde. Sa première œuvre pour cette nouvelle maison sera Le Souffle de Mars, un hommage aux films d'horreur de John Carpenter.
Puisant parfois son inspiration parmi les nombreux films de genre visionnés pendant son adolescence, Christophe Lambert a écrit une trilogie de space-opera, Les Chroniques d'Arkhadie (2001/2003), en hommage à Star Wars qu'il découvrit, ébloui, à l'âge de 10 ans.
Dans les années 2010, il écrit plusieurs mises en roman chez Ankama Éditions, développant l'univers du Krosmoz

## Œuvres

### Romans jeunesse

#### SérieLes Chroniques d'Arkhadie
1. Les Sentinelles de l’Ekluse, Bayard Jeunesse, 2001
2. Le Bagne de Méphisto, Bayard Jeunesse, 2002
3. Les Vaisseaux de la liberté, Bayard Jeunesse, 2003

#### SérieWakfu
1. L'Attaque surprise, Bayard Jeunesse, 2013
2. Le Repaire des Roublards, Bayard Jeunesse, 2013
3. L'affaire est dans le sac, Bayard Jeunesse, 2013
4. L'Eau et la Glace, Bayard Jeunesse, 2013
5. Danger dans la jungle, Bayard Jeunesse, 2013
6. Réunion de famille, Bayard Jeunesse, 2014
7. Les Naufrageurs, Bayard Jeunesse, 2014
8. Lîle de Gingerbrède, Bayard Jeunesse, 2015
9. Le Spectre aux doigts d'or, Bayard Jeunesse, 2015

#### SérieDofus: Aux trésors de Kérubim
1. Le Ciel sur la tête, Bayard Jeunesse, 2014
2. Une étoile pour le shérif, Bayard Jeunesse, 2014
3. Panique à Astrub !, Bayard Jeunesse, 2014
4. Le Décapiteur de soiffard, Bayard Jeunesse, 2014
5. Tous en piste !, Bayard Jeunesse, 2015

#### SérieL'Agence Pendergast
1. Le Prince des ténèbres, Didier Jeunesse, 2019
2. Le Monstre des égouts, Didier Jeunesse, 2019
3. La sirène du Mississippi, Didier Jeunesse, 2019
4. Les Griffes de la forêt, Didier Jeunesse, 2020
5. Les enfants de la lune, Didier Jeunesse, 2021

#### Série(Presque) seul sur Mars
Christophe Lambert et Wouzit, éd. Milan
1. Oups, j'ai raté la fusée !, 2022
2. 58 minutes pour survivre, 2022

#### Romans indépendants
- La Nuit des mutants, Hachette Jeunesse, 1997
- Sitcom en péril, Hachette Jeunesse, 1997
- Meurtres à 30000 km/s, Hachette Jeunesse, 1998
- Pages blanches et Magie noire, Degliame, 1998
- Les Dents de la forêt, Hachette Jeunesse, coll. « Bibliothèque verte », 1999
- L'Horrible Invasion, Hachette Jeunesse, coll. « Bibliothèque verte », 1999
- Nuits de couple..., Hachette Jeunesse, 1999
- Titanic 2012, Hachette Jeunesse, 1999
- Contes et Récits de la conquête de l'ouest, Nathan, 2000
- L'Œil de cristal, Degliame, 2000
- Les Pétrifiés d'Altaïr, Degliame, 2000
- La Malédiction d'Halloween, Degliame, 2000
- Contes et légendes des lieux mystérieux, Nathan, 2001
- Le Souffle de Mars, Mango Jeunesse, 2001
- Les Voleurs de temps, Degliame, 2001
- Clone Connexion, Mango Jeunesse, 2002
- Souviens-toi d'Alamo !, Mango Jeunesse, 2002
- Haumont 14-16 : L'Or et la Boue, Nathan, 2002
- Petit Frère, Mango Jeunesse, 2003
- Le Dernier des elfes, Bayard Jeunesse, 2003
- Meurtres en série, Le Livre de poche jeunesse, 2003
- Le Fils du gladiateur, Bayard Jeunesse, 2004
- L'Île de la terreur, Nathan, 2004
- La Loi du plus beau, Mango Jeunesse, 2004
- Console à haut risque, Le Livre de poche jeunesse, 2004
- Les Aventuriers du Nil, Bayard Jeunesse, 2005
- Rio Diablo, Magnard Jeunesse, 2005
- Sur les ailes du ryu, Rageot, 2006
- Le Village aux sept cercueils, Nathan, 2007
- Infaillible ?, Bayard Jeunesse, 2007
- Entre, petit frère, Bayard Jeunesse, 2010
- La Fille de mes rêves, Syros Jeunesse, 2011Écrit avec Sam VanSteen.
- Swing à Berlin, Bayard Jeunesse, 2012
- Virus 57, Syros Jeunesse, 2014Écrit avec Sam VanSteen.
- Lever de rideau sur Terezin, Bayard Jeunesse, 2015
- Dofus - Livre 1 : Julith, Bayard Jeunesse, 2016
- Soul Breakers, Bayard Jeunesse, 2017
- Si tu vois le wendigo, Syros, 2021

### Romans adultes

#### SérieT.I.M.E. Stories
1. Le Dossier Heiden, Bragelonne, 2019

#### Romans indépendants
- Les étoiles meurent aussi, Flammarion, 2000La fusion froide est un des éléments de l'intrigue
- La Brèche, Fleuve noir, 2005
- Zoulou Kingdom, Fleuve noir, 2006
- Le Dos au mur, Intervista, 2008
- Le Commando des Immortels, Fleuve noir, 2008
- Vegas Mytho, Fleuve noir, 2010
- Aucun homme n’est une île, J'ai lu, coll. Nouveaux Millénaires, 2014Prix ActuSF de l'uchronie 2014 et grand prix de l'Imaginaire 2015

### Nouvelles
- La Compagnie de l'Air, Mango, coll. « Autres Mondes » n°17, 2003Nouvelle parue dans Demain la Terre,
- Homo jardinus, Flammarion, coll. « Tribal », 2007Nouvelle parue dans Dix façons d'assassiner notre planète

### Essais
- Comment écrire de la fiction ? La Charpente du récit, Argyll, 2023, 222 p.